# ISO 3166-1 alfa-3
Los códigos ISO 3166-1 alfa-3 son códigos de país de tres letras definidos en la ISO 3166-1, parte de la norma ISO 3166 publicada por la Organización Internacional de Normalización (ISO), para representar países, territorios dependientes y zonas especiales de interés geográfico. Permiten una mejor asociación visual entre los códigos y los nombres de países que los códigos alfa-2 de dos letras (el tercer conjunto de códigos es el numérico, por lo cual no ofrece ninguna asociación visual). Se incluyeron por primera vez como parte de la norma ISO 3166 en su primera edición en 1974.

## Usos y aplicaciones
Los códigos ISO 3166-1 alfa-3 se usan principalmente en la ISO/IEC 7501-1 para los pasaportes de lectura mécánica, según la norma de la Organización de Avlación Civil Internacional, junto con algunos códigos adicionales para pasaportes especiales; algunos de ellos se encuentran actualmente reservados y no se utilizan en su estado actual en la ISO 3166-1.
La Organización de las Naciones Unidas utiliza una combinación de los códigos ISO 3166-1 alfa-2 y alfa-3, además de códigos anteriores a la creación de la ISO 3166, para los distintivos automovilísticos de identificación internacional, que son códigos empleados para identificar el país emisor de la placa de matrícula de un vehículo; en la actualidad, algunos de estos códigos tienen una reserva indeterminada en la ISO 3166-1.

## Códigos actuales

### Elementos de código asignados oficialmente
A continuación se muestra una lista completa de los 249 códigos ISO 3166-1 alfa-3 asignados oficialmente en la actualidad.
Los nombres en español se han obtenido mediante la combinación de las denominaciones en inglés y francés, idiomas oficiales de la norma ISO. Algunos nombres solo figuran en su idioma local porque esos países o territorios prefieren que se use el nombre únicamente en su idioma, sin traducirlo. La grafía de los nombres en español se ha obtenido de la lista de Estados miembros de las Naciones Unidas y de la lista de países y áreas de la División de Estadística de las Naciones Unidas, manteniendo el nombre utilizado en la norma ISO.
- ABW  Aruba
- AFG  Afganistán
- AGO  Angola
- AIA  Anguila
- ALA  Åland, (las) Islas
- ALB  Albania
- AND  Andorra
- ARE  Emiratos Árabes Unidos (los)
- ARG  Argentina
- ARM  Armenia
- ASM  Samoa Americana
- ATA  Antártida
- ATF  Tierras Australes Francesas (las)
- ATG  Antigua y Barbuda
- AUS  Australia
- AUT  Austria
- AZE  Azerbaiyán
- BDI  Burundi
- BEL  Bélgica
- BEN  Benín
- BES  Bonaire, San Eusatquio y Saba
- BFA  Burkina Faso
- BGD  Bangladés
- BGR  Bulgaria
- BHR  Baréin
- BHS  Bahamas (las)
- BIH  Bosnia y Herzegovina
- BLM  San Barthélemy
- BLR  Belarús
- BLZ  Belice
- BMU  Bermuda
- BOL  Bolivia (Estado Plurinacional de)
- BRA  Brasil
- BRB  Barbados
- BRN  Brunei Darussalam
- BTN  Bhután
- BVT  Bouvet, Isla
- BWA  Botsuana
- CAF  República Centroafricana (la)
- CAN  Canadá
- CCK  Cocos / Keeling, (las) Islas
- CHE  Suiza
- CHL  Chile
- CHN  China
- CIV  Côte d'Ivoire
- CMR  Camerún
- COD  Congo (la República Democrática del)
- COG  Congo (el)
- COK  Cook, (las) Islas
- COL  Colombia
- COM  Comoras (las)
- CPV  Cabo Verde
- CRI  Costa Rica
- CUB  Cuba
- CUW  Curazao
- CXR  Christmas, Isla
- CYM  Caimán, (las) Islas
- CYP  Chipre
- CZE  Chequia
- DEU  Alemania
- DJI  Yibuti
- DMA  Dominica
- DNK  Dinamarca
- DOM  Dominicana, (la) República
- DZA  Argelia
- ECU  Ecuador
- EGY  Egipto
- ERI  Eritrea
- ESH  Sáhara Occidental
- ESP  España
- EST  Estonia
- ETH  Etiopía
- FIN  Finlandia
- FJI  Fiyi
- FLK  Malvinas [Falkland], (las) Islas
- FRA  Francia
- FRO  Feroe, (las) Islas
- FSM  Micronesia (Estados Federados de)
- GAB  Gabón
- GBR  Reino Unido de Gran Bretaña e Irlanda del Norte
- GEO  Georgia
- GGY  Guernsey
- GHA  Ghana
- GIB  Gibraltar
- GIN  Guinea
- GLP  Guadalupe
- GMB  Gambia (la)
- GNB  Guinea-Bissau
- GNQ  Guinea Ecuatorial
- GRC  Grecia
- GRD  Granada
- GRL  Groenlandia
- GTM  Guatemala
- GUF  Guayana Francesa
- GUM  Guam
- GUY  Guyana
- HKG  Hong Kong
- HMD  Heard (Isla) e Islas McDonald
- HND  Honduras
- HRV  Croacia
- HTI  Haití
- HUN  Hungría
- IDN  Indonesia
- IMN  Isla de Man
- IND  India
- IOT  Territorio Británico del Océano Índico (el)
- IRL  Irlanda
- IRN  Irán (República Islámica de)
- IRQ  Irak
- ISL  Islandia
- ISR  Israel
- ITA  Italia
- JAM  Jamaica
- JEY  Jersey
- JOR  Jordania
- JPN  Japón
- KAZ  Kazajistán
- KEN  Kenia
- KGZ  Kirguistán
- KHM  Camboya
- KIR  Kiribati
- KNA  Saint Kitts y Nevis
- KOR  Corea (la República de)
- KWT  Kuwait
- LAO  Lao, (la) República Democrática Popular
- LBN  Líbano
- LBR  Liberia
- LBY  Libia
- LCA  Santa Lucía
- LIE  Liechtenstein
- LKA  Sri Lanka
- LSO  Lesoto
- LTU  Lituania
- LUX  Luxemburgo
- LVA  Letonia
- MAC  Macao
- MAF  San Martín (parte francesa)
- MAR  Marruecos
- MCO  Mónaco
- MDA  Moldova (la República de)
- MDG  Madagascar
- MDV  Maldivas
- MEX  México
- MHL  Marshall, (las) Islas
- MKD  Macedonia del Norte
- MLI  Malí
- MLT  Malta
- MMR  Myanmar
- MNE  Montenegro
- MNG  Mongolia
- MNP  Marianas Septentrionales, (las) Islas
- MOZ  Mozambique
- MRT  Mauritania
- MSR  Montserrat
- MTQ  Martinica
- MUS  Mauricio
- MWI  Malaui
- MYS  Malasia
- MYT  Mayotte
- NAM  Namibia
- NCL  Nueva Caledonia
- NER  Níger (el)
- NFK  Norfolk, Isla
- NGA  Nigeria
- NIC  Nicaragua
- NIU  Niue
- NLD  Países Bajos (los)
- NOR  Noruega
- NPL  Nepal
- NRU  Nauru
- NZL  Nueva Zelandia
- OMN  Omán
- PAK  Pakistán
- PAN  Panamá
- PCN  Pitcairn, (las) Islas
- PER  Perú
- PHL  Filipinas (las)
- PLW  Palau
- PNG  Papúa Nueva Guinea
- POL  Polonia
- PRI  Puerto Rico
- PRK  Corea (la República Popular Democrática de)
- PRT  Portugal
- PRY  Paraguay
- PSE  Palestina, Estado de
- PYF  Polinesia Francesa
- QAT  Catar
- REU  Reunión
- ROU  Rumania
- RUS  Rusia, (la) Federación de
- RWA  Ruanda
- SAU  Arabia Saudita
- SDN  Sudán
- SEN  Senegal
- SGP  Singapur
- SGS  Georgia del Sur (la) y las Islas Sandwich del Sur
- SHN  Santa Elena, Ascensión y Tristán de Acuña
- SJM  Svalbard y Jan Mayen
- SLB  Salomón, (las) Islas
- SLE  Sierra Leona
- SLV  El Salvador
- SMR  San Marino
- SOM  Somalia
- SPM  San Pedro y Miquelón
- SRB  Serbia
- SSD  Sudán del Sur
- STP  Santo Tomé y Príncipe
- SUR  Suriname
- SVK  Eslovaquia
- SVN  Eslovenia
- SWE  Suecia
- SWZ  Eswatini
- SXM  San Martín (parte neerlandesa)
- SYC  Seychelles
- SYR  República Árabe Siria
- TCA  Turcas y Caicos, (las) Islas
- TCD  Chad
- TGO  Togo
- THA  Tailandia
- TJK  Tayikistán
- TKL  Tokelau
- TKM  Turkmenistán
- TLS  Timor-Leste
- TON  Tonga
- TTO  Trinidad y Tabago
- TUN  Túnez
- TUR  Turquía
- TUV  Tuvalu
- TWN  Taiwán (ProvincIa de China)
- TZA  Tanzania, República Unida de
- UGA  Uganda
- UKR  Ucrania
- UMI  Islas menores alejadas de Estados Unidos (las)
- URY  Uruguay
- USA  Estados Unidos de América (los)
- UZB  Uzbekistán
- VAT  Santa Sede (la)
- VCT  San Vincente y las Granadinas
- VEN  Venezuela (República Bolivariana de)
- VGB  Vírgenes Británicas, (las) Islas
- VIR  Vírgenes de los Estados Unidos, (las) Islas
- VNM  Viet Nam
- VUT  Vanuatu
- WLF  Wallis y Futuna
- WSM  Samoa
- YEM  Yemen
- ZAF  Sudáfrica
- ZMB  Zambia
- ZWE  Zimbabue

### Elementos de código asignados por el usuario
Los elementos de código asignados por el usuario son códigos puestos a disposición de los usuarios que necesiten añadir nombres de países, territorios u otras entidades geográficas adicionales a su aplicación particular de la ISO 3166-1. La ISO 3166/MA nunca utilizará estos códigos en el proceso de actualización de la norma. Los usuarios pueden asignar los siguientes códigos alfa-3: de la AAA a la AAZ, de la QMA a la QZZ, de la XAA a la XZZ y de la ZZA a la ZZZ.

#### Ejemplos
Los siguientes códigos se emplean en la ISO/IEC 7501-1 para pasaportes de lectura mecánica:
- EUE se usa en el salvoconducto de la Unión Europea.[7]
- XOM se usa para representar a la Soberana Orden Militar de Malta.
- XPO se usa en los documentos de viaje de Interpol.
- XXA se usa para representar a una persona apátrida, según lo establecido en el Artículo 1 de la Convención de 1954 sobre el Estatuto de los Apátridas.
- XXB se usa para representar a un refugiado, según lo establecido en el Artículo 1 de la Convención sobre el Estatuto de los Refugiados de 1951 enmendado por el Protocolo de 1967.
- XXC se usa para representar a un refugiado que no entra en la definición anterior.
- XXX se usa para representar a una persona de nacionalidad indeterminada.
- WSA se usa en el pasaporte mundial de la World Service Authority (el código de autoridad del pasaporte mundial de la World Service Authority es «WSA». Se ha presentado a la Organización de Aviación Civil Internacional, pero no aparece en los documentos oficiales de la OACI como válido).[8]

El STANAG 1059 INT de la OTAN está basado en los códigos ISO alfa-3, pero también define códigos alfa-2 incompatibles con la ISO 3166-1. Introduce varios códigos de uso privado para países ficticios y entidades organizativas:
- XXB «Brownland»
- XXG «Greyland»
- XXI «Indigoland»
- XXL «Limeland»
- XXP «Purpleland»
- XXR «Redland»
- XXW «Whiteland»
- XXY «Yellowland»
- XXE SHAPE
- XXM OTAN
- XXN Comando «Azul» de la OTAN
- XXS SACLANT

La OTAN también sigue empleando códigos reservados para los continentes:
- ABB Asia
- EEE Europa
- FFF África
- NNN América del Norte
- SRR América del Sur
- UUU Oceanía
- NTT Países de la OTAN

### Elementos de código reservados
Los elementos de código reservados son códigos que han quedado obsoletos o se requieren a fin de permitir una aplicación particular de la norma por parte de un usuario pero no califican para su inclusión en la ISO 3166-1. Para evitar problemas transitorios con la aplicación y para ayudar a los usuarios que necesiten elementos de código adicionales específicos para el funcionamiento de sus sistemas de codificación, la ISO 3166/MA, cuando está justificado, reserva estos códigos, lo que implica que no se usarán para otros propósitos que no sean los especificados, durante un período limitado o indeterminado. Los códigos alfa-3 reservados pueden dividirse en las siguientes cuatro categorías: reservas excepcionales, reservas transitorias, reservas indeterminadas y códigos con acuerdo de no utilización en la actualidad.

#### Reservas excepcionales
Los elementos de código reservados excepcionalmente son códigos reservados a petición de los organismos nacionales miembros de la ISO, los gobiernos y las organizaciones internacionales y que son necesarios para respaldar una aplicación particular, tal como lo especifica el organismo solicitante y limitada a tal uso; cualquier otra forma de empleo de estos elementos de código está sujeta a su aprobación por la ISO 3166/MA. En la actualidad, los siguientes códigos alfa-3 se encuentran reservados excepcionalmente:
- ASC Isla Ascensión: Reservado a petición de la Unión Postal Universal (UPU), también utilizado por la Unión Internacional de Telecomunicaciones (UIT).
- CPT Isla Clipperton: Reservado a petición de la UIT.
- DGA Diego García: Reservado a petición de la UIT.
- FXX Francia, Metropolitana: Reservado a petición de Francia; asignado oficialmente antes de su retiro de la ISO 3166-1.
- SUN URSS: Desde junio de 2008; reservado de forma transitoria desde septiembre de 1992; asignado oficialmente antes de su retiro de la ISO 3166-1.
- TAA Tristán de Acuña: Reservado a petición de la UPU.

Los siguientes códigos alfa-3 estuvieron reservados de forma excepcional, pero ahora se encuentran asignados oficialmente:
- GGY Guernsey: Reservado a petición de la UPU.
- IMN Isla de Man: Reservado a petición de la UPU.
- JEY Jersey: Reservado a petición de la UPU.

#### Reservas transitorias
Los elementos de código reservados de forma transitoria son códigos reservados después de su eliminación de la ISO 3166-1. Estos códigos solo pueden utilizarse durante un período de transición de al menos cinco años, mientras se implementan los nuevos códigos que deben reemplazarlos. Después de la expiración del período de transición, la ISO 3166/MA puede reasignar estos códigos. En la actualidad, los siguientes códigos alfa-3 se encuentran reservados de forma transitoria:
- ANT Antillas Neerlandesas: Desde diciembre de 2010.
- BUR Birmania: Desde diciembre de 1989.
- BYS RSS de Bielorrusia: Desde junio de 1992.
- CSK Checoslovaquia: Desde junio de 1993.
- NTZ Zona Neutral: Desde julio de 1993.
- ROM Rumania: Desde febrero de 2002; se cambió el código por ROU.[9]
- SCG Serbia y Montenegro: Desde septiembre de 2006.
- TMP Timor Oriental: Desde mayo de 2002.
- YUG Yugoslavia: Desde julio de 2003.
- ZAR Zaire: Desde julio de 1997.

#### Reservas indeterminadas
Los elementos de código reservados de forma indeterminada son códigos utilizados para designar vehículos de carretera bajo las Convenciones de las Naciones Unidas sobre la Circulación Vial de 1949 y 1968, pero difieren de aquellos que se encuentran en la ISO 3166-1. Se espera que estos elementos de código sean en algún momento eliminados o reemplazados por otros en el marco de la ISO 3166-1. Mientras tanto, la ISO 3166/MA ha reservado tales elementos de código por un tiempo indeterminado. Cualquier uso más allá de la aplicación de estas dos convenciones está desaconsejado y no será aprobado por la ISO 3166/MA. Por otra parte, la ISO 3166/MA puede reasignar estos códigos en cualquier momento. En la actualidad, los siguientes códigos alfa-3 se encuentran reservados de forma indeterminada:
- ADN Adén
- BDS Barbados
- BRU Brunéi
- CDN Canadá
- EAK Kenia
- EAT Tanganica [Parte de Tanzania, República Unida de]
- EAU Uganda
- EAZ Zanzíbar [Parte de Tanzania, República Unida de]
- GBA Alderney
- GBG Guernsey
- GBJ Jersey
- GBM Isla de Man
- GBZ Gibraltar
- GCA Guatemala
- HKJ Jordania
- MAL Malasia
- RCA República Centroafricana
- RCB Congo, República Popular del
- RCH Chile
- RMM Malí
- RNR Zambia
- ROK Corea, República de
- RSM San Marino
- RSR Rhodesia del Sur [actual Zimbabue]
- SLO Eslovenia
- SME Suriname
- TMN Turkmenistán
- WAG Gambia
- WAL Sierra Leona
- WAN Nigeria
- ZRE Zaire, República Popular de

Los siguientes códigos alfa-3 estuvo reservado de forma indeterminada, pero ha sido reasignado como código oficial de otro país:
- ROU Uruguay: Código asignado a Rumania.

#### Códigos con acuerdo de no utilización en la actualidad
Adicionalmente, la ISO 3166/MA no va a emplear los siguientes códigos alfa-3 en su estado actual, puesto que se usan en la ISO/IEC 7501-1 para pasaportes de lectura mecánica especiales:
- GBD identifica al portador de un pasaporte británico que es un ciudadano de los Territorios británicos de ultramar.
- GBN identifica al portador de un pasaporte británico que es un nacional británico (ultramar).
- GBO identifica al portador de un pasaporte británico que es un ciudadano británico de ultramar.
- GBP identifica al portador de un pasaporte británico que es una persona bajo protección británica.
- GBS identifica al portador de un pasaporte británico que es un súbdito británico.
- UNA se usa como sustituto de la nacionalidad cuando el portador es un oficial de un organismo especializado de las Naciones Unidas.
- UNK identifica a los residentes de Kosovo cuyos documentos de viaje han sido expedidos por la Misión de Administración Provisional de las Naciones Unidas en Kosovo (UNMIK).
- UNO se usa para representar a la Organización de las Naciones Unidas como emisor y se usa como sustituto de la nacionalidad cuando el portador es un oficial de la ONU.

## Códigos retirados
Aparte de los códigos actualmente reservados de forma transitoria y otros dos reservados de forma excepcional (FXX para Francia, Metropolitana y SUN para la URSS), los siguientes códigos alfa-3 se han eliminado de la ISO 3166-1:
- AFI Territorio Francés de los Afares y los Isas
- ATB Territorio Antártico Británico
- ATN Tierra de la Reina Maud
- CTE Islas Canton y Enderbury
- DDR República Democrática Alemana
- DHY Dahomey
- GEL Islas Gilbert y Elice
- HVO Alto Volta
- JTN Isla Johnston
- MID Islas Midway
- NHB Nuevas Hébridas
- PCI Islas del Pacífico (Territorio en Fideicomiso)
- PCZ Zona del Canal de Panamá
- PHI Filipinas: El código se cambió por PHL en 1976.[11]
- PUS Diversas islas del Pacífico de los Estados Unidos
- RHO Rhodesia del Sur
- SKM Sikkim
- VDR Viet Nam, República Democrática de
- WAK Isla Wake
- YMD Yemen, Democrático